# Enna (tỉnh)
Enna (Tiếng Ý: Provincia di Enna; tiếng Sicilia: Pruvincia di Enna) là một tỉnh ở vùng đảo tự trị Sicilia ở Ý. Tỉnh lỵ là thành phố Enna.
Tỉnh này có diện tích 2.562 km² và tổng dân số là 177.200 người (2001). Có 20 đô thị (tiếng Ý:comuni) ở trong tỉnh này  Lưu trữ ngày 7 tháng 8 năm 2007 tại Wayback Machine, xem các đô thị của tỉnh Enna. Tại thời điểm 30 tháng 6 năm 2005, các đô thị chính xếp theo dân số là:
| Đô thị               | Dân số |
| -------------------- | ------ |
| Enna                 | 29.070 |
| Piazza Armerina      | 21.711 |
| Nicosia              | 14.719 |
| Leonforte            | 14.006 |
| Barrafranca          | 12.985 |
| Troina               | 9.842  |
| Valguarnera Caropepe | 8.545  |
| Agira                | 8.247  |
| Regalbuto            | 7.706  |
| Pietraperzia         | 7.350  |
| Centuripe            | 5.779  |
| Villarosa            | 5.497  |
| Aidone               | 5.387  |
| Assoro               | 5.356  |